# Bundesstraße 307
Pour les articles homonymes, voir B307 et Route 307.
La Bundesstraße 307 est une Bundesstraße du Land de Bavière.

## Géographie
La B 307 s'étend sur trois tronçons d'ouest en est le long de la limite nord des Alpes. Elle est interrompue sur environ 8 km entre Gmund am Tegernsee et Miesbach et entre le village de Tatzelwurm, où se trouve la cascade de Tatzelwurm, et la frontière autrichienne à Schleching sur environ 25 km.
La section occidentale commence à Vorderriß, passe par le Sylvensteinspeicher, puis par l'Achenpass le long de la Weißach jusqu'au lac Tegern et se termine à Gmund am Tegernsee. Une courte section (environ 300 m) de la partie ouest passe sur le territoire autrichien, une autre section d'environ 1 300 m de long est l'Achenseestraße autrichienne B 181.
La section médiane mène de la rocade de Miesbach de la B 472 par Hausham, Schliersee, Bayrischzell et le Sudelfeld à Tatzelwurm au-dessus d'Oberaudorf.
La section orientale commence à environ 25 km plus à l'est près de Marquartstein. Elle mène par Schleching à la frontière autrichienne près de Kössen, en Autriche la route continue comme Landesstraße 176.
La Bundesstraße 307 fait partie de la route des Alpes allemandes.

## Source
- (de) Cet article est partiellement ou en totalité issu de l’article de Wikipédia en allemand intitulé « Bundesstraße 307 » (voir la liste des auteurs).